# Martijn Tusveld
Martijn Tusveld (Utrecht, 9 september 1993) is een Nederlands wielrenner die in 2025 rijdt voor BEAT Cycling Club. Tussen 2017 en 2024 was hij prof bij achtereenvolgens Roompot-Nederlandse Loterij en Team Sunweb/DSM. Hij is een kleinzoon van voormalig profvoetballer Harry Tusveld.

## Carrière
Hij genoot zijn opleiding tot profrenner bij het Rabobank Development Team. Ondertussen was hij twee keer stagiair bij een WorldTour-ploeg. Op 2 augustus 2017 werd bekend dat Tusveld een contract voor twee jaar heeft gekregen bij Team Sunweb.
Op 10 maart 2019 kwam Tusveld hard ten val tijdens de eerste etappe van Parijs-Nice. Hij raakt vooral gewond aan zijn gezicht, loopt onder meer kaakbreuken op en verliest een aantal tanden. Tusveld kon wekenlang alleen vloeibaar eten en twee jaar later zijn kaakchirurgen nog altijd bezig de schade in zijn mond te herstellen. Ondanks alle problemen, maakt Tusveld sinds juni 2019 weer deel uit van het peloton. In 2020 hielp hij zijn ploeggenoten Wilco Kelderman en Jai Hindley aan podiumplaatsen in de Ronde van Italië.

## Overwinningen
2013
Jongerenklassement Ronde van Rhône-Alpes Isère
2016
2e etappe Istrian Spring Trophy
2021
Bergklassement Ronde van de Alpes-Maritimes en de Var

## Resultaten in voornaamste wedstrijden
| Jaar | Ronde van Italië | Ronde van Frankrijk | Ronde van Spanje |
| ---- | ---------------- | ------------------- | ---------------- |
| 2017 |                  |                     |                  |
| 2018 |                  |                     | 80e              |
| 2019 |                  |                     | 26e              |
| 2020 | 26e              |                     |                  |
| 2021 |                  |                     | 34e              |
| 2022 | 43e              | 64e                 |                  |
| 2023 | opgave           |                     |                  |
| 2024 |                  |                     | 63e              |

| Jaar | Milaan-San Remo | Amstel Gold Race | Luik-Bast.‑Luik | Ronde van Lombardije | Parijs-Tours | Clásica San Sebastián | Waalse Pijl |  | WK op de weg |  | Wereldranglijsten |
| ---- | --------------- | ---------------- | --------------- | -------------------- | ------------ | --------------------- | ----------- |  | ------------ |  | ----------------- |
| 2017 |                 | opgave           |                 |                      |              |                       |             |  |              |  |                   |
| 2018 |                 |                  |                 |                      | 16e          | 58e                   |             |  |              |  | 308e (UWT)        |
| 2019 |                 |                  |                 |                      |              |                       |             |  |              |  | 760e (UWR)        |
| 2020 |                 |                  |                 | opgave               |              |                       |             |  | 68e          |  |                   |
| 2021 | 79e             | 94e              | 49e             |                      |              |                       | 68e         |  |              |  |                   |
| 2022 | 130e            |                  |                 | opgave               |              | opgave                |             |  |              |  |                   |
| 2023 |                 | opgave           | opgave          |                      |              |                       |             |  |              |  |                   |
| 2024 | 151e            | 118e             | 115e            | 69e                  |              | opgave                | opgave      |  |              |  |                   |

## Ploegen
- 2012 –  Rabobank Continental Team
- 2013 –  Rabobank Development Team
- 2014 –  Rabobank Development Team
- 2014 –  Belkin-Pro Cycling Team (stagiair vanaf 1 augustus)
- 2015 –  Rabobank Development Team
- 2016 –  Rabobank Development Team
- 2016 –  Team Giant-Alpecin (stagiair vanaf 27 juli)
- 2017 –  Roompot-Nederlandse Loterij
- 2018 –  Team Sunweb
- 2019 –  Team Sunweb
- 2020 –  Team Sunweb
- 2021 –  Team DSM
- 2022 –  Team DSM
- 2023 –  Team DSM
- 2024 –  Team dsm-firmenich PostNL
- 2025 –  BEAT Cycling Club (vanaf 10 februari)

van Baarle ·
Boskamp ·
Bovenhuis ·
Goos ·
Hofland ·
Huizenga ·
Kreder (tot 31/07) · 
van der Lijke ·
van Poppel ·
Megens ·
Minnaard ·
Olivier ·
Riesebeek ·
Slik ·
Tusveld ·
Zabel ·
Zepuntke
van Baarle ·
Bosman ·
Bovenhuis ·
van Dongen ·
Dolfsma ·
van Empel ·
Godrie ·
van der Haar ·
Hofstede ·
Korevaar · 
van der Lijke ·
Minnaard ·
Olivier ·
Slik ·
Teunissen ·
van Trijp ·
Tusveld ·
Wubben ·
Zabel ·
Zepuntke ·
Meijers (stagiair) ·
Roosen (stagiair) 
Bobridge · Bol · Boom ·  Bos · Brown · Clement · Flens · Gárate · Gesink · Goos · Hivert · Hofland · Keizer · Kelderman · Kruijswijk · Leezer · Markus · Martens · Mollema · Nordhaug · Tankink · Tanner · ten Dam · Tjallingii · van der Lijke · van Emden · van Winden · Vanmarcke · Wagner · Wynants · Tusveld (stagiair)
Bax ·
Bol ·
Budding ·
Cornelisse ·
Godrie ·
Havik ·
Hofstede ·
Honigh ·
Korevaar · 
Lenderink ·
Maas ·
Meijers ·
Nieuwenhuis ·
Oomen ·
Tolhoek ·
van Trijp ·
Tusveld ·
de Vries ·
Wouters
Bax · Bol · Bouwmans · Budding · Cornelisse · Godrie · Gunst · van der Heijden · Hofstede · Honigh · Korevaar · Lenderink · Maas · Meijers · Nieuwenhuis · Nieuwpoort · Olieslagers · Tusveld · de Vries · Wouters
Andersen · Arndt · Barguil · Curvers · Ten Dam · De Backer · Degenkolb · Dumoulin · Fairly · Fröhlinger · Geschke · Van der Haar · Haga · Ji · Jones · De Kort · F. Ludvigsson · T. Ludvigsson · Lunke · Oomen · Preidler · Sinkeldam · Stamsnijder · Timmer · Veelers · Waeytens · Walscheid · Hoekstra (stagiair) · Kanter (stagiair) · Tusveld (stagiair)
Ariesen · Asselman · Budding · van Empel · van Ginneken · van Goethem · van der Hoorn · Kreder · Ligthart · van der Lijke · Looij · Meijers · Mouris · Reinders · Riesebeek · Tusveld · Vermeltfoort · de Vries · Weening
Andersen · Arndt · Bauhaus · Curvers · ten Dam · Dumoulin   · Fröhlinger · Geschke · Haga · Hamilton · Hindley · Hofstede · Kämna · Kelderman · Matthews · Oomen · Stamsnijder · Storer · Teunissen · Theuns · Tusveld · Vervaeke · Walscheid
Arndt · Bakelants ·  Bol · Curvers · Dumoulin · Fröhlinger · Haga · Hamilton · Hindley · Hirschi · Kämna · Kanter · Kelderman · A. Kragh Andersen · S. Kragh Andersen · Matthews · Nieuwenhuis · Oomen · Pedersen · Power · Roche · Storer · Stork · Tusveld · Vervaeke · Walscheid · Eekhoff (stagiair) · Kooistra (stagiair) · Salmon (stagiair)
Arensman (vanaf 1 juli) · Arndt · Benoot · Bol · Dainese · Denz · Donovan · Eekhoff · Gall · Haga · Hamilton · Hindley · Hirschi · Kanter · Kelderman · A. Kragh Andersen · S. Kragh Andersen · Matthews · Nieuwenhuis · Oomen · Pedersen · Power · Roche · Salmon · Storer · Stork · Sütterlin · Tusveld · Van Wilder · Vermaerke (stagiair)
Arensman · Arndt · Bardet · Benoot · Bol · Brenner · Combaud · Dainese · Denz · Donovan · Eekhoff · Gall · Haga · Hamilton · Hindley · Kanter · A. Kragh Andersen · S. Kragh Andersen · Leknessund · Markl · Nieuwenhuis · Pedersen · Roche · Salmon · Storer · Stork · Sütterlin · Tusveld · Vermaerke · Van Wilder
Arensman · Arndt · Bardet · Bittner (vanaf 1/8) · Bol · Brenner · Combaud · Dainese · Degenkolb · Denz · Donovan · Eekhoff · Hamilton · Heinschke · Hvideberg · A. Kragh Andersen · S. Kragh Andersen · Leknessund · Markl · Mayrhofer · Naberman · Nieuwenhuis · Pedersen · Rodenberg · Stork · Tusveld · van Uden (vanaf 1/8) · Vandenabeele · Vermaerke · Welsford
Andresen · Bardet · Bevin · Bittner · Brenner · Combaud · Dainese · Degenkolb · Dinham · Edmondson · Eekhoff · Hamilton · Heinschke · Hvideberg · Leknessund · Markl · Mayrhofer · Milesi · Naberman · Onley · Poole · Rodenberg · Stork · Tusveld · van Uden · Vandenabeele · Vanhoucke (tot 14/8) · Vermaerke · Welsford
Andresen · Bardet · Barguil · Van den Berg · Bevin · Bittner · Van den Broek · Combaud · Degenkolb · Dinham · Eddy · Edmondson · Eekhoff · Hamilton · Jakobsen · Leemreize · Leijnse · Liepiņš · Märkl · Naberman · Onley · Poole · Roosen · Tusveld · van Uden · Vermaerke · Welten · Koerdt (stagiair)